# Лавце
Лавце (мкд. Лавце) је насеље у Северној Македонији, у северозападном делу државе. Лавце припада општини Тетово.

## Географија
Насеље Лавце је смештено у северозападном делу Северне Македоније. Од најближег већег града, Тетова, насеље је удаљено 3 km северозападно, па је заправо његово предграђе.
Лавце се налази у доњем делу историјске области Полог. Насеље је положено на брдима изнад Полошког поља. Источно од насеља пружа се тло спушта у поље, а западно се издиже главно било Шар-планине. Надморска висина насеља је приближно 800 метара.
Клима у насељу је планинска због знатне надморске висине.

## Становништво
Лавце је према последњем попису из 2002. године имало 298 становника.
Претежно становништво у насељу су Албанци (99%). До прве половине 20. века сеоско становништво је било махом хришћанско и словенско.
Већинска вероисповест је ислам.